# Mário Fernandes
Mário Figueira Fernandes (em russo:  Марио Фигейра Фернандес) (São Caetano do Sul, 19 de setembro de 1990) é um futebolista brasileiro naturalizado russo que atua como lateral-direito ou zagueiro. Atualmente está sem clube.

## Carreira

### Início
Começou a carreira no futsal jogando em um clube de sua cidade natal, o SERC Santa Maria, clube na qual seu tio Sergio o levava para ver seu primo jogar. Mesmo sentindo medo de jogar no início seu tio via potencial tanto nele quanto em seu irmão Jonatas Fernandes. Filho de professor de escolinha de futsal, Mário Fernandes sempre se destacou por seus belos dribles, presença ofensiva e velocidade, indo jogar no São Caetano na categoria infantil. Depois de uma ótima passagem, começou a ser observado por equipes do Brasil e até do exterior.

### Grêmio
Ainda nos juniores da equipe paulista, foi comprado pelo Grêmio em janeiro do ano de 2009, obrigando-o a se mudar de estado e morar em Porto Alegre. Mário sempre foi conhecido por sua timidez pessoal, não saia para muitas festas. Porém, sempre foi dedicado aos treinos, arrancando elogios do técnico Julinho Camargo e sendo aposta para subir meses depois ao time profissional da equipe gaúcha. No dia 16 de março do mesmo ano, virou notícia no estado inteiro por seu sumiço da delegação do time e encontrado 10 dias depois em um aeroporto da cidade de São Paulo. Segundo o pai e o próprio jogador, Mário estaria com saudades da família e dificultando-se para a adaptação em outra cidade.
Ganhou a primeira oportunidade do técnico Paulo Autuori tendo a responsabilidade de jogar improvisado na lateral direita o Grenal que comemorava os 100 anos de rivalidade dos clubes gaúchos. Fazendo uma atuação destacada, foi responsável por anular o atacante colorado, Nilmar. Também marcou presença no ataque do adversário, fazendo belas jogadas e sendo aplaudido ao fim do jogo pela torcida por sua ótima atuação. Nesse jogo, o Grêmio venceu o Internacional por 2–1 em jogo realizado no Estádio Olímpico Monumental, válido pelo Campeonato Brasileiro. Ao logo do ano, disputou 19 jogos da competição nacional, sendo 18 deles começando como titular.
Chegou a atuar de volante em alguns jogos do Grêmio em 2009, sendo um jogador bastante proveitoso e logo cedo no profissional, já chamando a atenção de alguns clubes do exterior, entre eles, Porto e Internazionale. Chegou a ser comparado por muitos comentaristas e especialistas do futebol como o sucessor do zagueiro Lúcio, ex-capitão da Seleção Brasileira e campeão mundial em 2002. No mês de dezembro, foi um dos titulares utilizados no decisivo jogo contra o Flamengo, sua atuação foi a melhor da equipe e no final da partida, foi considerado um dos homens do jogo.
Na final do Campeonato Gaúcho de 2010, jogou a partida inteira na zaga ao lado de Rodrigo. Foi fundamental ao marcar o atacante Walter, no jogo que o Grêmio derrotou o Internacional no Estádio Beira-Rio por 2–0. No jogo de volta, realizado no Estádio Olímpico, sua equipe perdeu por 1–0, mas na soma dos resultados, o tricolor acabou sagrando-se campeão da competição. Foi o primeiro título expressão de Mário Fernandes, que atuou 16 partidas e marcou um gol contra o Esportivo de Bento Gonçalves ainda no começo do torneio. No começo do Campeonato Brasileiro, por conta da grande fase vivida juntamente com o atacante Neymar, do Santos, ambos foram sondados como possíveis revelações do futebol brasileiro.
Porém, mesmo com a ótima fase, seu 2010 acabou não terminando como Mário planejava. Devido a uma lesão no ombro direito enquanto jogava um Grenal na cidade de Erechim, o jogador teve que ser submetido a uma cirurgia no Hospital Mãe de Deus, em Porto Alegre. Participou dos jogos do Grêmio da Copa do Brasil machucado, porém contra o Avaí, em Florianópolis, voltou a sentir dores e ficou meses afastado. Voltou a jogar uma partida oficial somente no mês de outubro, mas não repetiu as mesmas atuações devido a falta de ritmo. No Brasileiro, disputou apenas duas partidas, competição a qual sua equipe ficou em quarto lugar, garantindo vaga para a Copa Libertadores da América. Com a sua ausência, foi contratado para seu lugar o lateral-direito Gabriel, que estava jogando no Panathinaikos, da Grécia.
Começou o ano de 2011 pouco relacionado nos jogos da Libertadores, perdendo espaço para Gabriel na lateral-direita e para os zagueiros Paulão e Rodolfo. Com isso, disputou alguns jogos do Campeonato Gaúcho, competição onde o Tricolor sagrou-se campeão do primeiro turno ao derrotar novamente o Caxias no Olímpico. Após um empate em 2–2 no tempo normal, veio a vitória por 4–2 nas cobranças de pênaltis. No campeonato estadual, Mário atuou em 16 partidas e marcou um gol.
Nesse mesmo ano, com a troca de treinadores e Celso Roth assumindo o cargo, Mário Fernandes virou titular absoluto, o que não se tinha visto muito na era Renato Gaúcho. O jogvem destacou-se em jogos importantes, como o Grenal que levantou o moral da equipe após derrotas e chegar a ser candidato a rebaixamento. Também foi fundamental ao marcar Ronaldinho Gaúcho no reencontro do craque com a torcida do Grêmio após as polêmicas no começo do ano do jogador preferir o Flamengo ao clube gaúcho. Sua velocidade, presença ofensiva e criação de jogadas pelo lado direito chamou a atenção do técnico Mano Menezes, que passou a observá-lo e o convocou para disputar o Superclássico das Américas contra a Argentina no dia 5 de setembro, e no dia 22 de setembro. Já pelo Campeonato Brasileiro, jogou 33 partidas, marcou um gol e deu sete assistências. Esteve cotado para estar presente no Prêmio Craque do Brasileirão entre os melhores laterais-direitos da competição; para muitos, a sua ausência na lista dos melhores da competição foi uma represália por parte da CBF, já que Mário se negou a defender a Seleção em setembro. Nas últimas semanas do ano, o nome do jogador esteve vinculado a uma possível transferência para o Real Madrid, tanto que o lateral foi capa do jornal espanhol Marca por dois dias seguidos.
Na 1º rodada do Campeonato Gaúcho de 2012, Mário Fernandes foi o único jogador do Grêmio presente na seleção da rodada. No clássico Grenal disputado em 5 de fevereiro, válido pela 5ª rodada, Mário Fernandes que estava sendo o principal jogador do Tricolor no 1º tempo, sofreu uma falta violenta e na queda machucou o ombro direito, com isso deve desfalcar o Grêmio de três a quatro semanas. No dia 7 de março, foi divulgada um relatório da Pluri Consultoria revelando os 25 jogadores mais valiosos da Copa do Brasil; Mário Fernandes foi considerado o 6º jogador mais caro, avaliado em 15,3 milhões de reais.

### CSKA Moscou
No dia 16 de abril de 2012, o Grêmio acertou a venda de Mário Fernandes para o CSKA Moscou, com o defensor assinando por cinco anos. O clube russo pediu imediatamente a transferência do jogador, pois entendeu não ser uma boa ideia ele permanecer disputando partidas pelo Grêmio, correndo o risco de uma nova lesão. O valor do negócio foi avaliado em 15 milhões de euros, sendo o tricolor gaúcho detentor de 50% do passe do atleta. Os outros 50% são de empresários. Porém, o São Caetano, clube formador de Mário Fernandes, teve direito à 10% do valor da negociação.

#### Cidadania russa
A vida na gélida Moscou e o sonho de disputar a Copa do Mundo FIFA de 2018, na Rússia, cativaram de vez Mário Fernandes. Quatro anos após deixar o Grêmio para defender o CSKA, o lateral-direito concluiu seu processo de naturalização e tornou-se um cidadão russo de forma oficial. Curiosamente, o jogador ficou conhecido em 2011, ao se negar a defender a Seleção Brasileira depois de ter sido convocado por Mano Menezes.
| “                                         | Estou feliz e orgulhoso de ser russo. Após me mudar para o CSKA em 2012, a Rússia se tornou um verdadeiro lar para mim. Era um desejo natural obter a cidadania e poder jogar pela equipe nacional. Agora, vou fazer tudo o que depende de mim para ser útil para o clube e para o país. | ” |
| — Mário Fernandes ao site oficial do CSKA | |   |

### Internacional
Em 13 de dezembro de 2022, o Internacional anunciou a chegada de Mário Fernandes para temporada 2023. No entanto, após atuar em apenas cinco partidas, pediu para rescindir o contrato com o clube, alegando motivos pessoais.

## Seleção Brasileira
Após destaque no Campeonato Brasileiro de 2011, foi convocado pelo técnico Mano Menezes no dia 5 de setembro, sendo chamado para representar a Seleção Brasileira na disputa do Superclássico das Américas. O Brasil sagrou-se campeão, mas Mário Fernandes foi preterido por Danilo e não atuou em nenhuma das duas partidas.
Em 22 de setembro, após ficar de fora do primeiro jogo do Superclássico, Mário disse "não" a Seleção Brasileira, ficando de fora da convocação seguinte de Mano Menezes. Em sua primeira coletiva após o incidente, Mário disse que não estava preparado para tal desafio, querendo estar a disposição do treinador para os demais jogos mais tarde. Mesmo ficando de fora do segundo jogo, participou da comissão técnica do primeiro, sendo campeão do torneio entre as nações.
Realizou sua estreia pela Seleção Brasileira no dia 14 de outubro de 2014, em Singapura, onde o Brasil goleou o Japão por 4–0 num amistoso. Convocado por Dunga na ocasião, Mário Fernandes entrou no lugar de Danilo.

## Seleção Russa
Em 2016, o jogador adquiriu a cidadania russa em sua tentativa de defender a Rússia. A partir de 2017 foi integrado à Seleção e, mesmo contrariando a vontade de uma parcela considerável da população russa, passou a jogar como titular na lateral-direita. Os russos, contrários à naturalização, preferiam que não houvesse atletas estrangeiros representando a Rússia. Por outro lado, houve russos que ficaram a favor do atleta e felizes por sua atitude de optar por defender o país.
Mário Fernandes foi um dos 23 convocados pelo técnico Stanislav Tchertchesov para defender a Rússia na Copa do Mundo FIFA de 2018. Titular na estreia com goleada por 5 a 0 sobre a Arábia Saudita, marcou seu primeiro gol com a camisa russa no dia 7 de julho, contra a Croácia, garantindo o empate em 2 a 2 na prorrogação pelas quartas de final. No entanto, na disputa por pênaltis, o lateral desperdiçou a sua cobrança, e os russos foram eliminados.

## Estatísticas
Atualizadas até 3 de novembro de 2015

### Clubes
| Clube             | Temporada         | Campeonato nacional | Campeonato nacional | Campeonato nacional | Copa nacional[a] | Copa nacional[a] | Copa nacional[a] | Competições continentais[b] | Competições continentais[b] | Competições continentais[b] | Outros torneios[c] | Outros torneios[c] | Outros torneios[c] | Total | Total | Total   |
| Clube             | Temporada         | Jogos               | Gols                | Assist.             | Jogos            | Gols             | Assist.          | Jogos                       | Gols                        | Assist.                     | Jogos              | Gols               | Assist.            | Jogos | Gols  | Assist. |
| ----------------- | ----------------- | ------------------- | ------------------- | ------------------- | ---------------- | ---------------- | ---------------- | --------------------------- | --------------------------- | --------------------------- | ------------------ | ------------------ | ------------------ | ----- | ----- | ------- |
| Grêmio            | 2009              | 19                  | 0                   | 1                   | —                | —                | —                | —                           | —                           | —                           | —                  | —                  | —                  | 19    | 0     | 1       |
| Grêmio            | 2010              | 2                   | 0                   | 0                   | 7                | 0                | 0                | —                           | —                           | —                           | 16                 | 1                  | 0                  | 25    | 1     | 0       |
| Grêmio            | 2011              | 33                  | 1                   | 7                   | —                | —                | —                | 3                           | 0                           | 0                           | 12                 | 1                  | 0                  | 48    | 2     | 7       |
| Grêmio            | 2012              | —                   | —                   | —                   | —                | —                | —                | —                           | —                           | —                           | 5                  | 0                  | 0                  | 5     | 0     | 0       |
| Grêmio            | Total             | 54                  | 1                   | 8                   | 7                | 0                | 0                | 3                           | 0                           | 0                           | 33                 | 2                  | 0                  | 97    | 3     | 8       |
| CSKA              | 2012–13           | 28                  | 0                   | 2                   | 3                | 0                | 0                | 2                           | 0                           | 0                           | —                  | —                  | —                  | 33    | 0     | 2       |
| CSKA              | 2013–14           | 12                  | 0                   | 1                   | 3                | 1                | 0                | —                           | —                           | —                           | 0                  | 0                  | 0                  | 15    | 1     | 1       |
| CSKA              | 2014–15           | 29                  | 0                   | 8                   | 3                | 0                | 1                | 6                           | 0                           | 0                           | 1                  | 0                  | 0                  | 39    | 0     | 9       |
| CSKA              | 2015–16           | 12                  | 1                   | 0                   | 2                | 0                | 0                | 7                           | 0                           | 1                           | 0                  | 0                  | 0                  | 21    | 1     | 1       |
| CSKA              | Total             | 81                  | 1                   | 11                  | 11               | 1                | 1                | 15                          | 0                           | 1                           | 1                  | 0                  | 0                  | 108   | 2     | 13      |
| Total na Carreira | Total na Carreira | 135                 | 2                   | 19                  | 18               | 1                | 1                | 18                          | 0                           | 1                           | 34                 | 2                  | 0                  | 205   | 5     | 21      |

- a. ^ Jogos da Copa do Brasil e Copa da Rússia
- b. ^ Jogos da Copa Libertadores e Liga Europa da UEFA
- c. ^ Jogos do Campeonato Gaúcho

### Seleção Brasileira
Abaixo estão listados todos jogos e gols do futebolista pela Seleção Brasileira, desde as categorias de base. Abaixo da tabela, clique em expandir para ver a lista detalhada dos jogos de acordo com a categoria selecionada.
Sub-23 (Olímpico)
| Ano   |       |      |         |       |
| Ano   | Jogos | Gols | Assist. | Média |
| ----- | ----- | ---- | ------- | ----- |
| 2011  | 4     | 0    | 0       | 0     |
| Total | 4     | 0    | 0       | 0     |

Seleção principal

| Ano   |       |      |         |       |
| Ano   | Jogos | Gols | Assist. | Média |
| ----- | ----- | ---- | ------- | ----- |
| 2014  | 1     | 0    | 0       | 0     |
| Total | 1     | 0    | 0       | 0     |

|    | Data                  | Local                                  | Resultado | Adversário | Gols | Assist. | Competição |
| -- | --------------------- | -------------------------------------- | --------- | ---------- | ---- | ------- | ---------- |
| 1. | 14 de outubro de 2014 | National Stadium, Singapura, Singapura | 4–0       | Japão      | 0    | 0       | Amistoso   |

Seleção Brasileira (total)
| Ano   |       |      |         |       |
| Ano   | Jogos | Gols | Assist. | Média |
| ----- | ----- | ---- | ------- | ----- |
| 2011  | 4     | 0    | 0       | 0     |
| 2014  | 1     | 0    | 0       | 0     |
| Total | 5     | 0    | 0       | 0     |

## Títulos
Grêmio
- Campeonato Gaúcho: 2010
- Taça Fronteira da Paz: 2010
- Taça Piratini: 2011

CSKA Moscou
- Campeonato Russo: 2012–13, 2013–14 e 2015–16
- Copa da Russia: 2012–13
- Supercopa da Rússia: 2013, 2014 e 2018[12]

Seleção Brasileira
- Superclássico das Américas: 2014

### Prêmios individuais
- Seleção do Campeonato Gaúcho: 2010[13]
- Troféu Armando Nogueira: 2º Melhor Lateral-Direito do Campeonato Brasileiro de 2011[14]
- Bola de Prata: 2011[15]